# Pleuridium curvisetum
Pleuridium curvisetum är en bladmossart som beskrevs av Stone 1976. Pleuridium curvisetum ingår i släktet sylmossor, och familjen Ditrichaceae. Inga underarter finns listade i Catalogue of Life.